# Ernesto Goñi
Ernesto Goñi, vollständiger Name Ernesto Goñi Ameijenda, (* 13. Januar 1985 in Montevideo) ist ein uruguayischer ehemaliger Fußballspieler.

## Karriere
Der 1,85 Meter große Defensivakteur Goñi stand zu Beginn seiner Karriere von Mitte 2007 bis in den Januar 2010 in Reihen der Mannschaft des Racing Club de Montevideo. Ab der Spielzeit 2008/09 kam er dort saisonübergreifend zu 42 Einsätzen in der Primera División und schoss drei Tore. Sodann spielte er bis Ende Januar 2011 auf Leihbasis für Nacional Montevideo. Bei den "Bolsos" lief er in 13 Erstligapartien auf und traf einmal ins gegnerische Tor. Auch wirkte er fünfmal (kein Tor) in der Copa Libertadores 2010 mit. In der Clausura 2011 gehörte er wieder dem Kader Racings an und wurde achtmal (kein Tor) in der Liga eingesetzt. In der zweiten Julihälfte 2011 folgte eine weitere Ausleihe zum Quilmes AC. Für die Argentinier absolvierte er in der Saison 2011/12 acht Partien in der Primera B Nacional, drei Aufeinandertreffen in der Copa Argentina und nach dem Aufstieg 30 weitere Spiele in der Primera División, bei denen ihm sein einziger Pflichtspieltreffer für den Klub gelang. Mitte 2013 verpflichtete ihn Estudiantes de La Plata. Bei den Platensern wurde er in 17 Erstligaspielen (ein Tor) und einer Begegnung (kein Tor) der Copa Sudamericana 2014 eingesetzt. Von Ende Januar 2015 bis in den Januar 2016 war er beim CA Tigre aktiv. Dort traf er je einmal bei 23 Einsätzen in der höchsten argentinischen Spielklasse und zwei Einsätzen im nationalen Pokalwettbewerb. Ebenfalls wirkte er in zwei Aufeinandertreffen (kein Tor) der Copa Sudamericana 2015 mit. Im Anschluss daran setzte er seine Karriere in Europa bei UD Almería fort. Auf Seiten der Spanier bestritt er allerdings lediglich zwei Spiele ohne persönlichen Torerfolg in der Segunda División. Im September 2016 wechselte er zurück zu Racing und lief in der Saison 2016 in vier Erstligapartien (kein Tor) auf. Seite Ende Januar 2017 gehört er dem Kader des Zweitligisten Club Atlético Torque an.